# Hermanas Padilla
Las Hermanas Padilla (conocidas en inglés como Andrew Sisters of Mexican Music) fueron uno de los duetos musicales más famosos entre los años 1930 y 1940 en la escena de la música méxico-americana. El dueto estuvo integrado por la cantante principal Margarita Padilla Mora, nacida en 1918, y por su hermana menor, María Padilla Mora, quien nació dos años más tarde. Ambas hermanas nacieron en el pueblo de Tanhuato en el oeste del estado de Michoacán, cerca de la frontera con Jalisco, considerado la cuna del mariachi.

### Llegada a los Estados Unidos
La familia se trasladó a Los Ángeles, California en los 1920, durante una época de intensa persecución gubernamental de la iglesa católica por los abusos y excesos que esta padecía y que llevó a la rebelión de los cristeros. Como católicos devotos, los padres de las hermanas Padilla decidieron huir al otro lado de la frontera después de ser amenazados por haber protegido a curas.
Instaladas en Los Ángeles, las hermanas, Margarita y María, establecieron los estándares para su estilo de cantar boleros y rancheras, llegando a ser entre los primeros artistas que tuvieron éxito internacional al emerger de la escena de música méxico-americana en el sur de California. Las hermanas Padilla fueron además el primer dueto vocal femenino de los Estados Unidos en tener gran éxito por los dos lados de la frontera, influyendo a una generación de duetos parecidos que ganaron mucha popularidad entre las audiencias mexicanas y méxico-americanas a mediados del siglo XX.